# Taiko Saitō

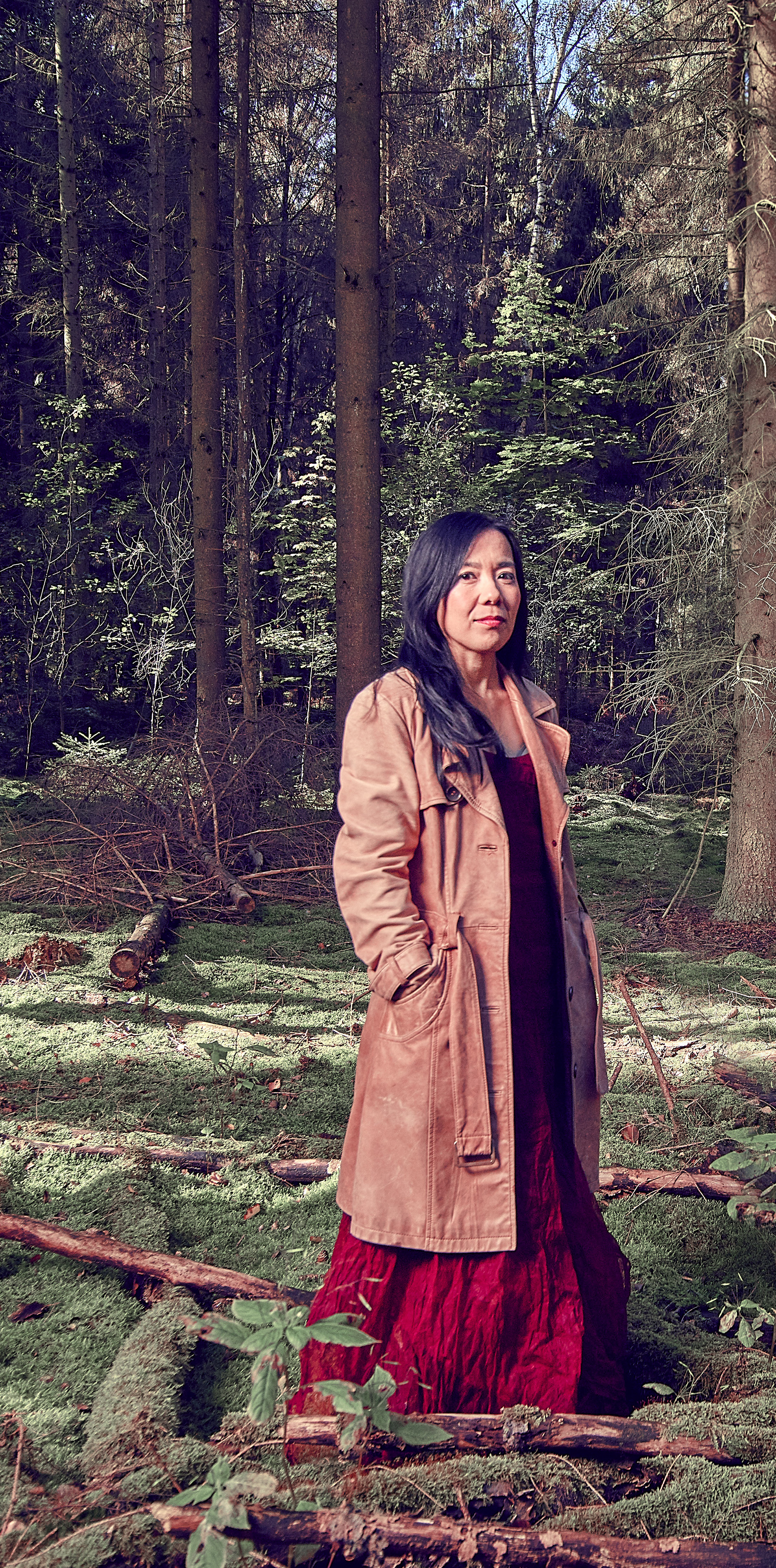
Taiko Saitō (2011)

Taiko Saitō (jap. 齊藤 易子, Saitō Taiko; * 1976 in Sapporo) ist eine japanische Vibraphonistin, Marimba-Spielerin und Komponistin, die sowohl in der Jazz- als auch in der klassischen Musikszene aktiv ist (im deutschen Konzertbetrieb zumeist als Taiko Saito).

## Leben und Wirken
Saitō begann im Alter von sechs Jahren Marimba zu spielen; später kamen Klavier und Schlagzeug hinzu. Acht Jahre lang erhielt sie von der Marimba-Virtuosin Keiko Abe Unterricht. Sie studierte an der Tōhō-Musikhochschule in Tokyo und schloss als damals erste Marimbaphon-Solistin mit einem Diplom ab. 1997 begann sie sich mit Improvisation und Komposition zu beschäftigen. 1998 zog sie nach Berlin, um bei David Friedman an der Universität der Künste zu studieren. Rupert Stamm holte sie 2005 in sein Vibraphon-Quartett Xylon (mit Tom van der Geld und Franz Bauer). 2006 veröffentlichte sie ihr erstes Album Koko gemeinsam mit dem Pianisten Niko Meinhold bei Pirouet Records. Im Trio Kokotob mit Meinhold und dem Klarinettisten Tobias Schirmer, das seit 2008 besteht, trat sie 2017 beim Nürnberger Festival Vibraphonissimo auf.
Saitō spielte mit Orchestern wie dem Sapporo Symphony Orchestra oder dem Orchestre d’Auvergne. Bei den 5. Internationalen Schostakowitsch-Tagen Gohrisch 2014 war sie an der Uraufführung von Sofia Gubaidulinas Werk „So sei es“ als Schlagwerkerin beteiligt; das Werk erschien mit kammermusikalischen Werken von Viktor Suslin im selben Jahr auf dem Album In Memoriam. Auch gehörte sie zu verschiedenen Bands, etwa Lunatique Asylum um Oliver Potratz und dem Trickster Orchestra, mit denen sie international auftrat. Weiterhin ist sie als Lehrerin an der Neuen Musikschule Berlin tätig.

## Auszeichnungen
Saito gewann den 1. Preis beim 3éme Concours International de Vibraphone Claude Giot, den 3. Preis bei der World Marimba Competition, den NTT-DoCoMo-Preis und den 1. Preis beim Berliner Jazz & Blues Award 2002. 2023 wurde sie mit dem Jazzpreis Berlin ausgezeichnet; 2024 erhielt sie den Deutschen Jazzpreis in der Kategorie „Schlagzeug/Perkussion.“

## Diskographische Hinweise
- Taiko Saitō/Rupert Stamm: Mokoton (2007)
- Landscape (Norsk Musikforlag, 2008)
- Taiko Saitō/Niko Meinhold: Koko Live in Bogota (2012)
- Kokotob: Flying Heart (2017)
- Potsa Lotsa XL & Youjin Sung: Gaya (2022)